# الخيميائي (رواية)
الخيميائي (بالبرتغالية:O Alquimista) هي رواية رمزية من تأليف باولو كويلو نشرت لأول مرة عام 1988. وتحكي عن قصة الراعي الإسباني الشاب سنتياغو في رحلته لتحقيق حلمه الذي تكرر أكثر من مرة الذي تدور أحداثه حول كنز مدفون في الأهرامات بمصر ووراء هذا الحلم ذهب سانتياغو ليقابل في رحلته الإثارة، الفرص، الذل، الحظ والحب. ويفهم الحياة من منظور آخر وهو روح الكون. وقد أشاد بها النقاد وصنفوها كأحد روائع الأدب المعاصر. واستلهم الكاتب حبكة القصة من قصة بورخيس القصيرة حكاية حالمين.
وترجمت الرواية إلى 81 لغة، مما جعلها تدخل موسوعة غينيس للأرقام القياسية لأكثر كتاب مترجم لمؤلف على قيد الحياة. وقد بيع منها 210 مليون نسخة في أكثر من 170 بلدًا، مما جعلها واحدة من أكثر الكتب مبيعًا على مر التاريخ.

## مقدمة
ولد باولو كويلو في ريو دي جينيرو عام 1947 وسط عائلة ميسورة مادياً. والده كان مهندساً أمّا والدته فكانت سيّدة كاثوليكية شديدة الإيمان والروحانية. درس في مدارس الراهبات ومن ثمّ التحق بجامعة الحقوق، إلآّ أنّه هجر دراسته بعد سفره مع جماعة «الهيبيز» إلى عدد من البلدان الأوروبية والأميركية. كاتب كلمات أغاني مشهور في الستينيات من عمره. وعندما ذهب لإسبانيا عام 1986، عبر طريق سنتياغو الذي يبلغ طوله أكثر من 500 ميلاً. وقد كان هذا العبور نقطة التحول في حياته التي وصفها في سيرته الذاتية الحاج والتي كان لها التأثير الأكبر على الكتاب الذي تلى رواية الحاج: الخيميائي. فاسم بطل القصة هو سنتياغو، نفس اسم الطريق الذي عبره. وفي إحدى اللقاءات الصحفية قال كويلو «أن رواية الخيميائي هي استعارة من حياتي. لقد كتبتها عام 1988، في هذا الوقت كنت سعيدًا بالأشياء التي كنت أعملها. كنت أعمل شيئاً يعطيني الطعام والماء. وكما الاستعارة في كتابي: كنت أشتغل وكان لدي الشخص الذي أحب وكان لدي المال ولكني لم أحقق حلمي. حلمي الذي كان، ولا يزال، بأن أصبح كاتبًا.»

## ملخص الرواية

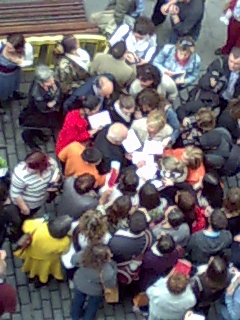
كويلو يوقع نسخ من كتبه على مدخل مسرح بالاسيو فالدليس عام 1999

تتحدث الرواية عن قصة الراعي الأندلسي «سانتياغو» الذي مضى في البحث عن حلمه المتمثل بكنز مدفون قرب أهرامات مصر. بدأت رحلته من إسبانيا عندما التقى الملك «ملكي صادق» الذي أخبره عن الكنز. عبر مضيق جبل طارق، مارا بالمغرب، حتى بلغ مصر وكانت تواجهه طوال الرحلة إشارات غيبية.
وفي طريقه للعثور على كنزه الحلم، تقع له أحداث كثيرة كل حدث منها استحال عقبة تكاد تمنعه من متابعة رحلته، إلى أن يجد الوسيلة التي تساعده على تجاوز هذه العقبة. يسلب مرتين، يعمل في متجر للبلور، يرافق رجلا إنجليزيا (يريد أن يصبح خيميائياً)، يبحث عن أسطورته الشخصية، يشهد حروبا تدور رحاها بين القبائل، إلى أن يلتقي «الخيميائي» عارف الأسرار العظيمة الذي يحثه على المضي نحو كنزه. في الوقت نفسه يلتقي «فاطمة» حبه الكبير، فيعتمل في داخله صراع بين البقاء إلى جانب حبيبته، ومتابعة البحث عن كنزه. تنصحه فاطمة بالمضي وراء حلمه وتعده بانتظاره في الصحراء. خلال هذه الأحداث تتوصد الرابطة بين هذا الراعي والكون حتى يصبح عارفا بلغة الكون فاهما لعلاماته.
وتبلغ الرواية حبكتها عندما تقبض إحدى قبائل الصحراء على سانتياغو ومرافقة الخيميائي حيث توضع العلاقة بين سانتياغو والكون على المحك. لكنه ينجح في الاختبار وينجو من الموت. يتابع بعدها الرجلان رحلتهما حتى يصل وحده أخيراً إلى الأهرامات ليكتشف أن ما ينتظره هو علامة أخرى ليصل لكنزه.

## فلسفة الرواية
يمكن أن نجمل القضايا والموضوعات التي تعالجها الرواية في قضيتين هما قضية الاستقرار والترحال ثم قضية الأسطورة الشخصية. بالنسبة للأولى يكشف لنا عن ذلك التوتر الذي يعيشه الإنسان بين رغبة في الاستقرار وعيشه حالة الترحال والسفر. ففي الحالة الأولى يرغب الإنسان في أن يشتغل في مكان معين وأن يرتبط بأشخاص معينين وبالتالي فإن العالم سيصبح ضيقا وكذلك علاقاته وأحاسيسه.
كما تدور أحداث الكتاب حول مفهوم الأسطورة الشخصية الذي يسمعه سنتياغو من ملك سالم (أي القدس) الذي قال له: «هي ما تمنيت دائمًا أن تفعله. كل منا يعرف في مستهل شبابه ما هي أسطورته الشخصية.» ثم يشرح ما قاله: «...لأن هناك حقيقة كبيرة في هذا العالم: فأيا كنت مهما كان ما تفعله، فإنك عندما تريد شيئاً بإخلاص، تولد هذه الرغبة في روح العالم. تلك هي رسالتك على الأرض.» ويخبر الملك سنتياغو بأهمية الطوالع في رحلته أو في حياته لإدراك كل فرد لأسطورته الشخصية.

## وصلات خارجية
- الخيميائي على موقع الموسوعة البريطانية (الإنجليزية)

- آراء القراء على موقع أبجد حول رواية الخيميائي